# Makadam
Makadam je konstrukcijska oblika ceste, izdelane na način, kakršnega je izumil in v praksi razvil Škot John London McAdam (rojen 21. septembra 1756 v Ayru na Škotskem, v družini barona Weterheada kot deseti otrok. Tradicionalno hišno in družinsko ime je bilo McGregor, vendar so ga zaradi političnih razlogov pod vlado Jakoba I. spremenili v McAdam.) McAdam je postal inženir in graditelj cest, ter je zaslužen za izgradnjo najboljšega sistema cestnega omrežja v Združenem kraljestvu svojega časa.

## Inovacija McAdama
Pri gradnji cest je McAdam začel opazovati, kje so največje ovire za vozove, potnike v kočijah in konjske vprege. Najprej je izmeril velikosti koles, vozov in kočij in ugotovil, da je kritična velikost premera kamna na zgornjem sloju ceste 6,5 cm. Pri taki velikosti kamnov so se pričela lomiti kolesa voz in pripetile so se poškodbe kopit konj v teku. To je bilo njegovo izhodišče za spremembo gradnje cest. Leta 1816 je McAdam prvič zapisal svojo idejo in jo objavil v članku The Present System of Roadmaking, nadaljeval pa v strokovnem eseju z naslovom Scientific Repair and Preservation of Public Roads leta 1819.

## Zgradba makadamske ceste
Makadamska cesta je zgrajena iz treh slojev kamenine različnih granulatov. Spodnji ustroj naj bi bil po McAdamovem  predlogu debeline 200 mm, zgrajenem iz kamnov premera do 75 mm (2,9 inča), srednji sloj ceste debeline do 50 mm (1,9 inča) iz kamnov premera do 20 mm. Zgornji sloj ceste je posutje iz peska, granulata do 10 mm, kateremu naj bi bilo primešan tudi material s sposobnostjo lepljenja, tako postane zgornji sloj bolj kompakten in gladek. Takšen način gradnje cest se je kasneje razširil v Ameriki, Evropi in drugod po svetu.

## Slabosti makadamskih cest
Slabe strani makadamskih cest so neodpornost cestišča na večje osne obremenitve vozil, dvigajoči se prah zaradi prometa v suhem vremenu ter odnašanje materiala s cestišča ob nepravilnem ali pomanjkljivo izvedenem odvodnjavanju padavinskih voda. Po večjih nalivih so zato pogosto potrebna vzdrževalna dela na takih cestah.